# Njeru
Njeru es una ciudad en el distrito de Buikwe, en la región central de Uganda. Es el pueblo más grande del distrito. Es principalmente una ciudad residencial. Sin embargo, alberga industrias como East African Packaging Solutions Limited, un fabricante de suministros de embalaje de papel, Nile Breweries Limited, una subsidiaria de AB InBev y Nyanza Textile Industries Limited (Nytil), un fabricante textil.

## Localización
Njeru se encuentra aproximadamente a 38 kilómetros (24 millas) al noreste de Buikwe, donde se encuentra la sede del distrito. Esta ubicación se encuentra a unos 7,5 kilómetros (5 millas) al oeste del centro de Jinja. La ciudad está ubicada al otro lado del río Nilo desde la ciudad de Jinja y es funcionalmente un suburbio de esa ciudad. Las coordenadas del Ayuntamiento de Njeru son: 0°25'52.0"N, 33°08'52.0"E (Latitud:0.431111; Longitud:33.147778).

## Transporte
Tanto la antigua autopista Kampala-Jinja como la nueva autopista Kampala-Jinja pasan por Njeru y forman parte del corredor norte de la autopista Trans-Africa. La autopista Kampala-Jinja se conecta con el puente de la fuente del Nilo en Njeru.

## Población
En 2014, el censo nacional de población situó la población de Njeru en 159.549. En 2020, UBOS estimó la población de Njeru en 178.800 personas. La agencia de población calculó la tasa de crecimiento anual promedio de la población de la ciudad en 1,97 por ciento cada año, entre 2014 y 2020.